# Neostagonospora
Neostagonospora is een geslacht van schimmels behorend tot de familie Phaeosphaeriaceae. De typesoort is Neostagonospora caricis.

## Soorten
Volgens Index Fungorum telt het geslacht zes soorten (peildatum maart 2024):
| Soortnaam                                      | Auteur(s)                          | Publicatiejaar |
| ---------------------------------------------- | ---------------------------------- | -------------- |
| Neostagonospora arrhenatheri                   | Thambug., Camporesi & K.D. Hyde    | 2017           |
| Neostagonospora caricis (Vals zeggevulkaantje) | Quaedvl., Verkley & Crous          | 2013           |
| Neostagonospora elegiae                        | Quaedvl., Verkley & Crous          | 2013           |
| Neostagonospora phragmitis                     | Thambug., Bulgakov & K.D. Hyde     | 2017           |
| Neostagonospora sorghi                         | Crous & Y. Marín                   | 2019           |
| Neostagonospora spinificis                     | R. Kirschner, J.W. Yang & Y.H. Yeh | 2016           |